# لوكا جيوردانو
لوكا جيوردانو (بالإيطالية: Luca Giordano)‏ (و. 1634 – 1705 م) هو رسام، من إيطاليا، ولد في نابولي، توفي في نابولي، عن عمر يناهز 71 عاماً.

## معرض صور

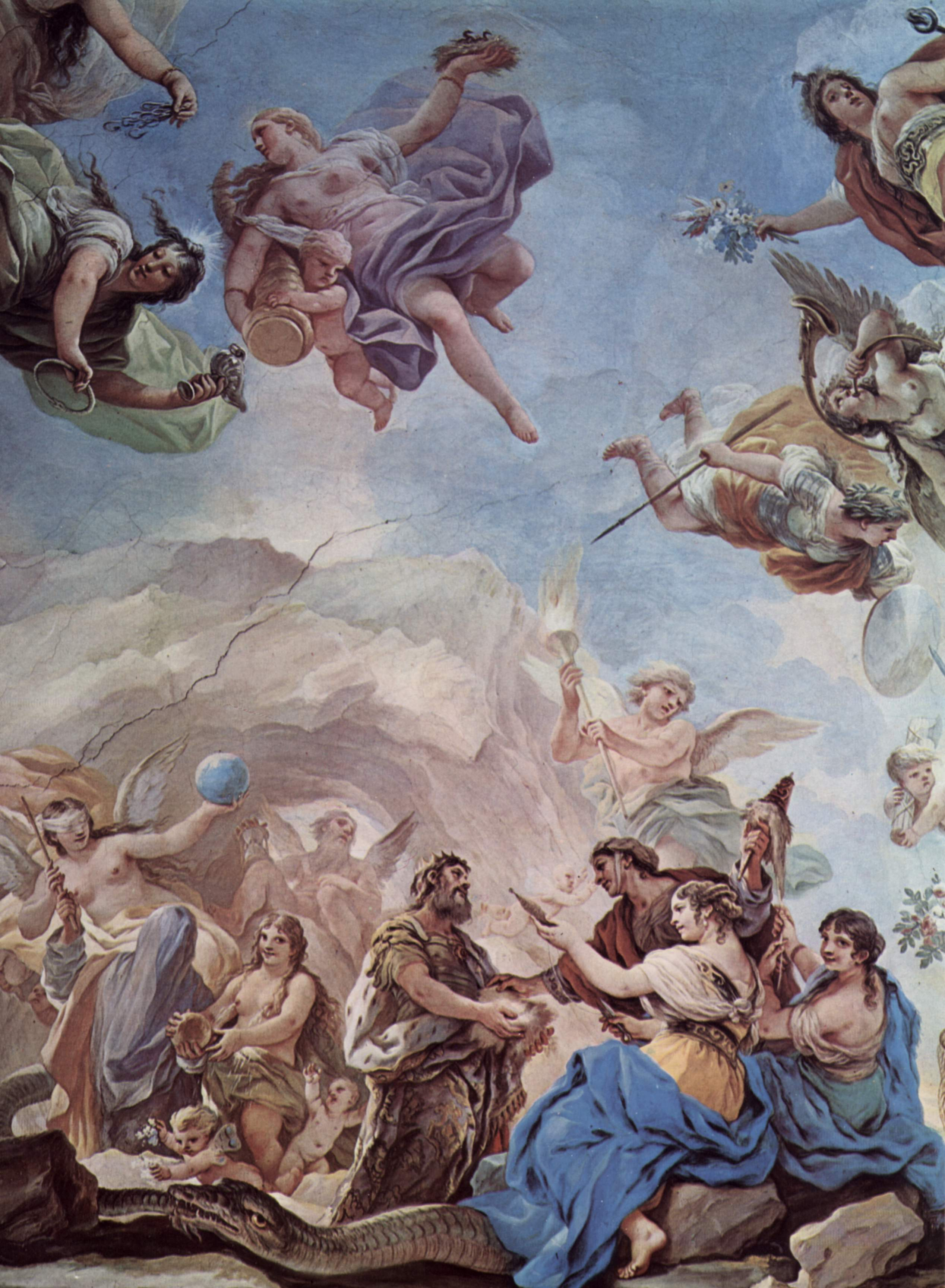
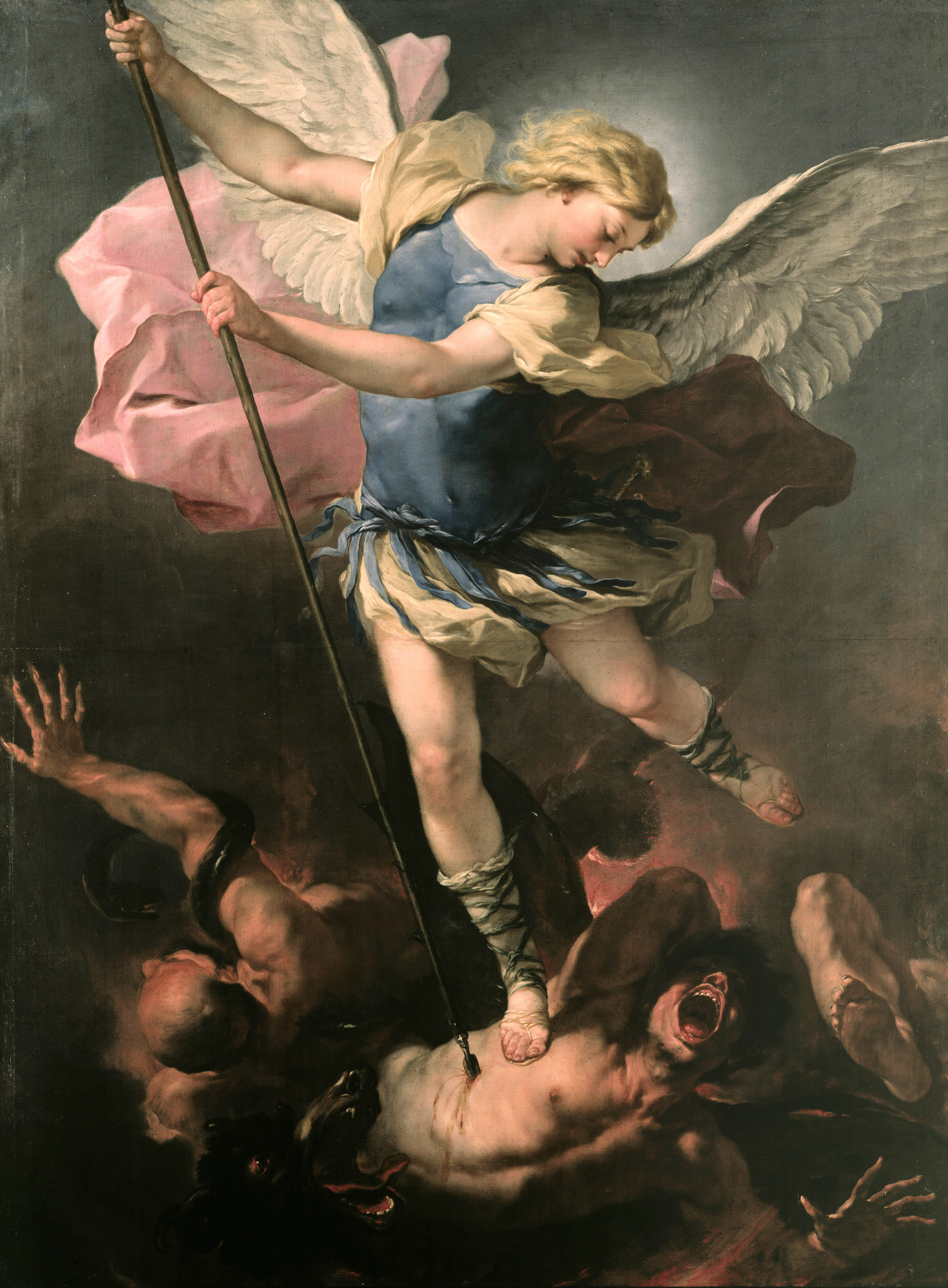
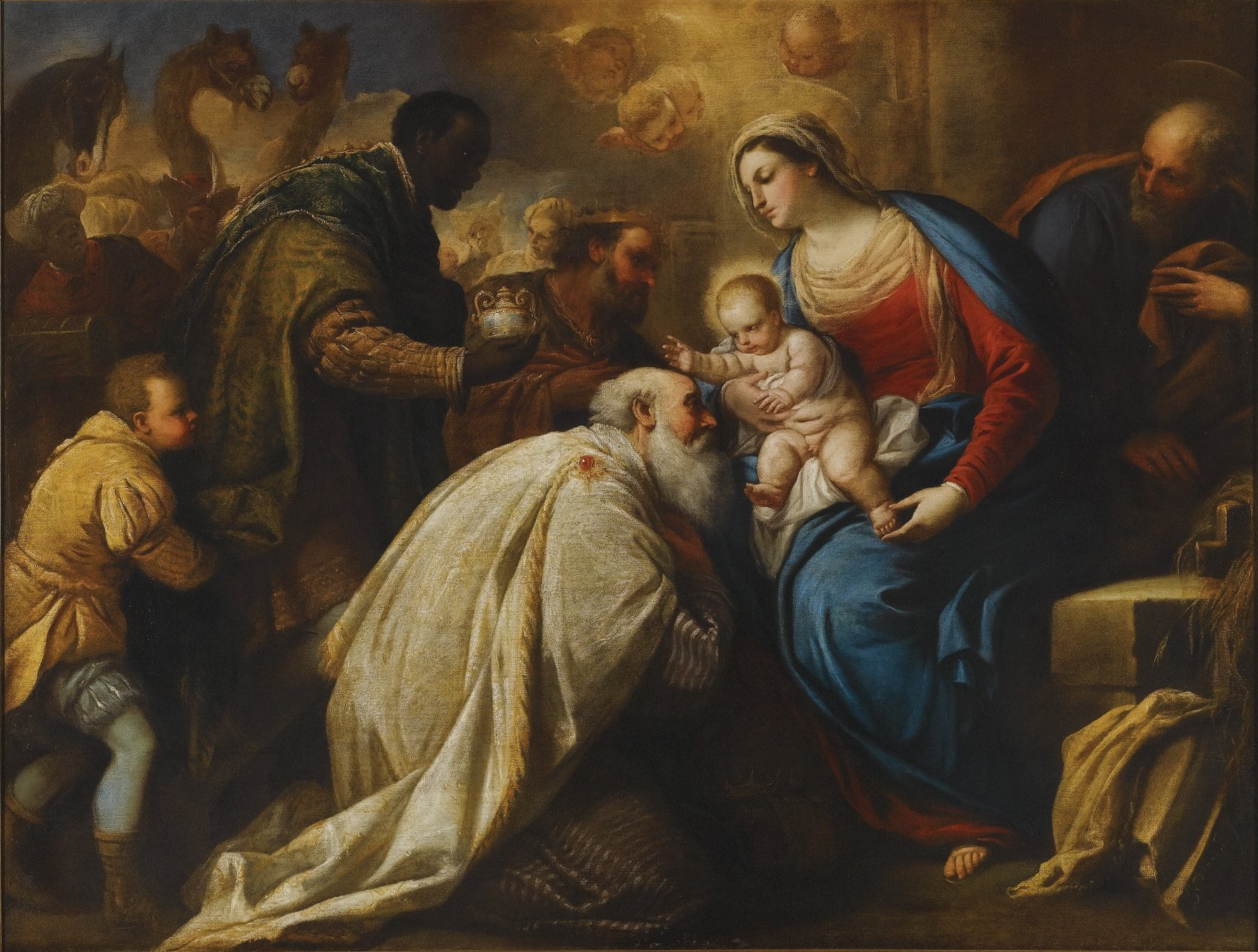
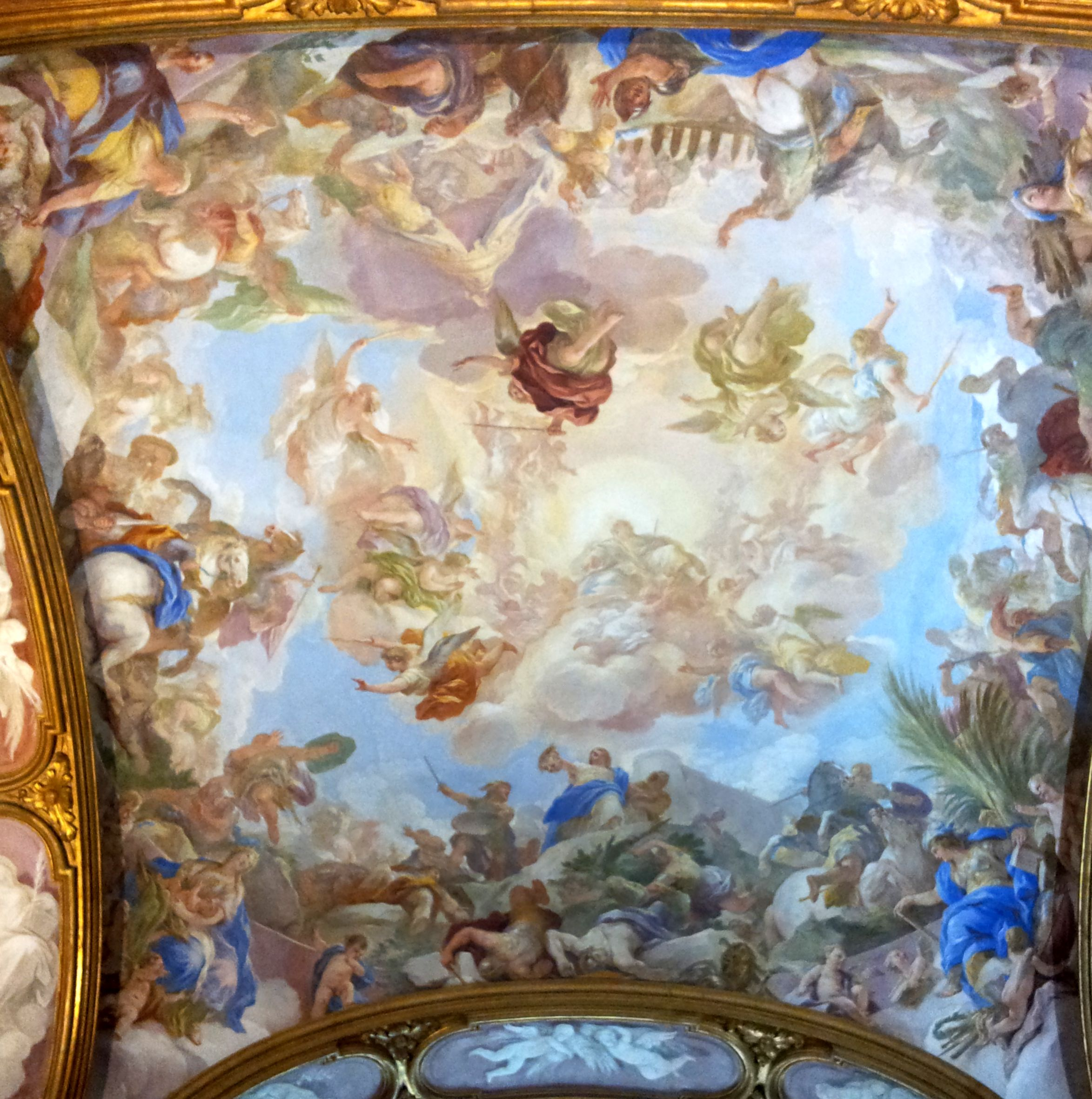
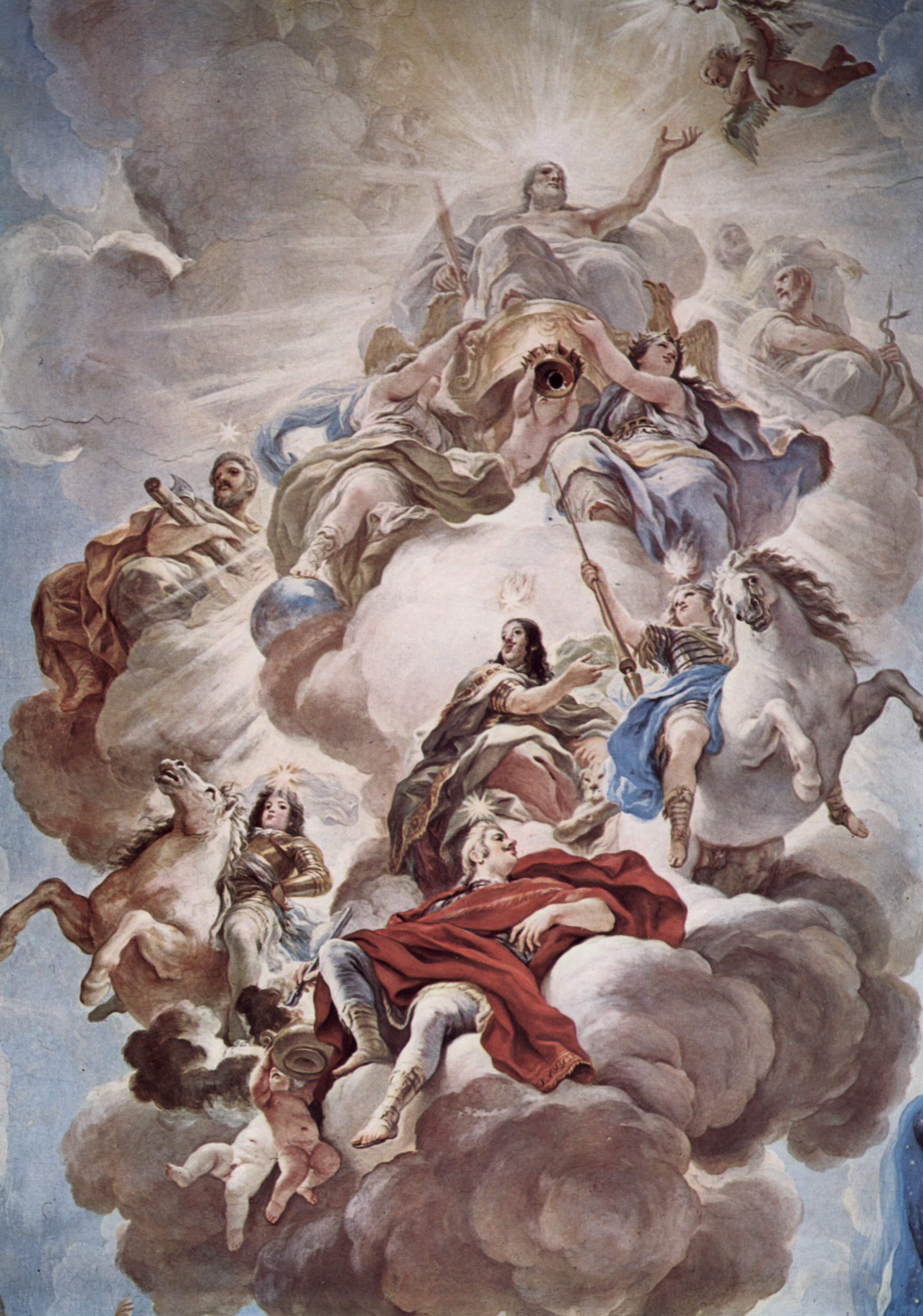

## روابط خارجية
- لوكا جيوردانو على موقع الموسوعة البريطانية (الإنجليزية)
- لوكا جيوردانو على موقع ميوزك برينز (الإنجليزية)
- لوكا جيوردانو على موقع إن إن دي بي (الإنجليزية)
- لوكا جيوردانو على موقع ديسكوغز (الإنجليزية)